# إدوارد مورفي
إدوارد الويسيوس ميرفي، الابن (بالإنجليزية: Edward A. Murphy, Jr.)‏ (11 يناير 1918 - 17 يوليو 1990) مهندس فضاء أمريكي وهو أحد الذين عملوا على نظم السلامة الحيوية. وهو معروف نسبة لقانون مورفي الذي وضعه هو، الذي قال، «أن لو هناك احتمال حدوث خطأ ما فسوف يحدث.»
ولد في منطقة قناة بنما في عام 1918، كان مورفي الأكبر لخمسة الأطفال. بعد الالتحاق بالمدارس الثانوية في ولاية نيو جيرسي، ذهب إلى «الأكاديمية العسكرية الأمريكية» في ويست بوينت، تخرج في عام 1940. في نفس السنة قبل لجنة في «جيش الولايات المتحدة»، وأجرى التدريب الرائدة مع «الفيلق الجوي جيش الولايات المتحدة» في عام 1941. خلال الحرب العالمية الثانية خدم في مسرح المحيط الهادئ في الهند والصين وبورما (المعروفة الآن باسم ميانمار)، تحقيق رتبة رائد.
بعد انتهاء الحرب، اشترك مورفي عام 1947 في «معهد القوات الجوية الولايات المتحدة في التكنولوجيا»، أصبح ضابط د الموجودة في قاعدة رأيت الجوية التنمية مركز رايت باترسون الجوية البحث والتطوير. أنه بينما هنا أنه أصبح يشارك في التجارب زلاجات صاروخ فائق السرعة (المشروع حسبما MX981، 1949) التي أدت إلى مفردات قانون مورفي. مورفي نفسه غير راض ويقال أن تفسير له القانون، الذي ينظر إليه كالتقاط الأساسية «كوسيدنيس» من كائنات جماد أمرا شائعا. مورفي يعتبر القانون بلورة مبدأ رئيسيا لتصميم الدفاعية، يتحمل أحد دائماً أسوأ السيناريوهات. قال مورفي ابنه اعتبار العديد من الإصدارات مزوح القانون بأنها «مثيرة للسخرية، تافهة والخاطئة». باءت محاولته أن يكون القانون أكثر جدية.
في عام 1952، استقال من «القوات الجوية الأمريكية»، مورفي نفذت سلسلة من الاختبارات التعجيل بالصواريخ في «قاعدة هولومان الجوية»، ثم عاد إلى كاليفورنيا لممارسة مهنة في تصميم الطائرات قمرة القيادة لسلسلة من مقاولين من القطاع الخاص. أنه يعمل على الطاقم الفرار أنظمة لبعض الطائرات التجريبية الأكثر شهرة في القرن العشرين، بما في ذلك الطائرة الصاروخية X 15 والبلاكبيرد ريال-71، لانسر ب 1، و-4 فانتوم II والفتاة الأسطورية 70 الموارد الخارجة عن الميزانية. خلال الستينات، أنه يعمل على السلامة ونظم دعم الحياة «مشروع أبولو»، وانتهت حياته مع العمل المتعلق بسلامة التجريبية وحوسبه أنظمة التشغيل على متن مروحية أباتشي.